# Henry Brask Andersen
Henry Brask Andersen, född 23 juni 1896 i Köpenhamn, död 26 november 1970 i Gentofte, var en dansk tävlingscyklist och cykelinstruktör.
Brask Andersen blev flera gånger dansk amatörmästare i bancykling och vann 1921 världsmästerskapet för amatörer på bana 1 km. Som professionell var han 1922–1930 framstående stayerryttare och sprinter men tvingades dra sig tillbaka som tävlingscyklist efter en serie allvarliga olyckshändelser.  Han blev 1934 träningsledare i Dansk Bicykle Club.